# フレアホール

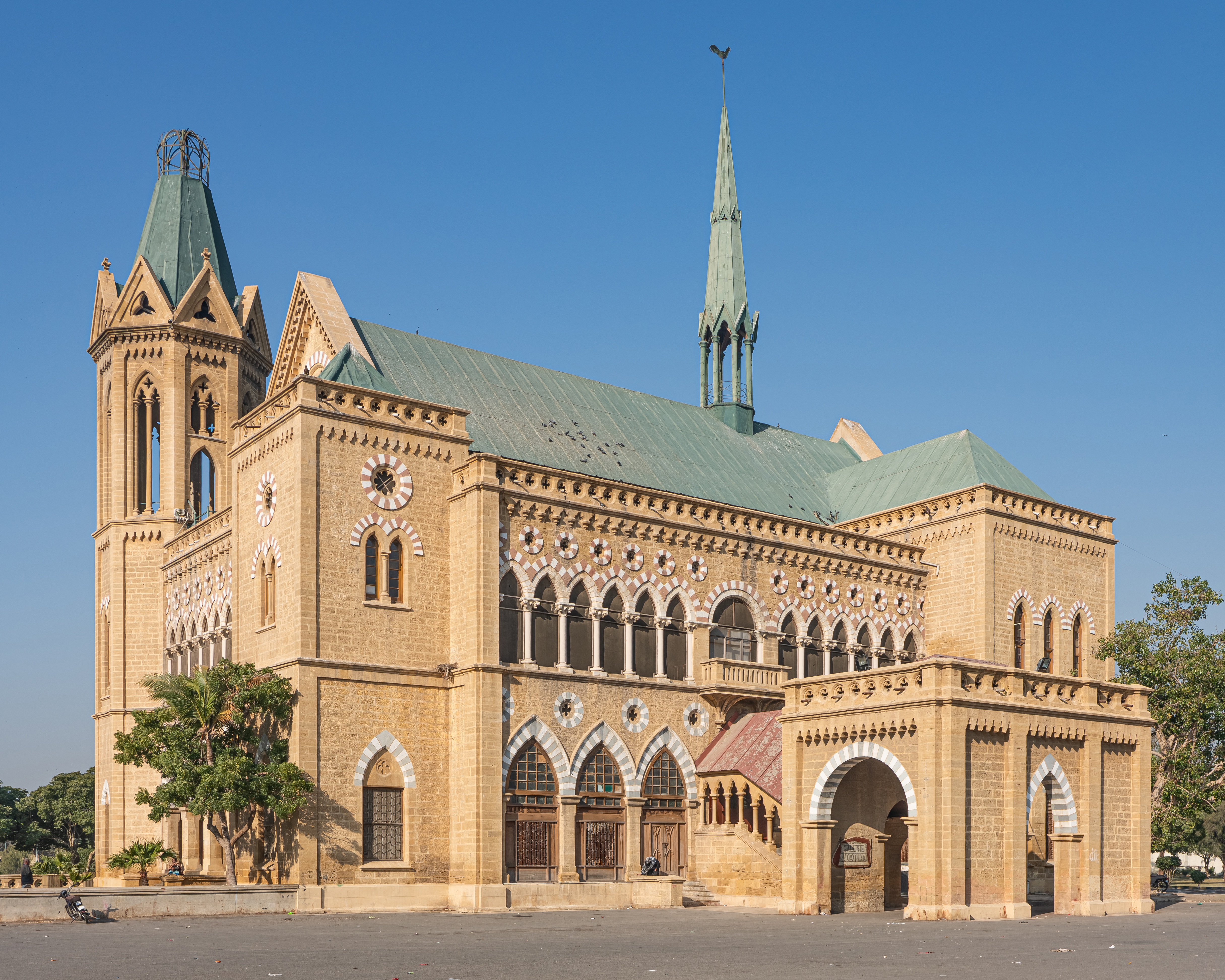
フレアホール - イギリス領インド帝国時代に建立された建造物

フレアホール（Frere Hall）は、パキスタンのシンド州カラチ市に存在するイギリス領インド帝国時代の建造物。
カラチの経済的発展に貢献したヘンリー・バートル・エドワード・フレア卿（1815年 - 1884年）の功績を讃え建設された。
2011年現在、一般公開されている。日曜日には中庭で書籍バザールが開催され、古本を購入することが可能である。平日および土曜日には、サディクエインの壁画「Arz-o-Samawat」（天国と地球）をふくむサディクエイン・ギャラリーを見学することが可能である。

## 場所
シビル・ラインズ地区内のアブドゥラ・ハルーン・ロード（ビクトリア・ロードより改称）およびファティマ・ジンナー・ロード（ボーナス・ロードより改称）の間に位置し、二箇所の芝生が各道路まで張り出している。周囲には、マリオットホテルや米国総領事公邸、日本国総領事館やシンド・クラブが立地している。

## 設計、費用

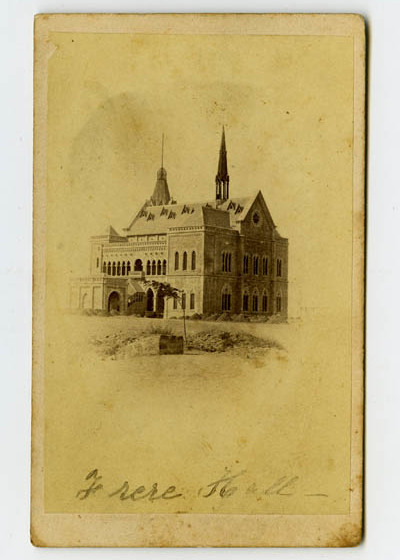
1860年代のフレアホール

応募があった12通りの設計案から聖クレア・ウィルソン中佐のものが選ばれ、1863年より建設が始まった。その後、当時のシンド州長官であったサミュエル・マンスフィールドによって1865年に開館した。
総建設費は180,000パキスタン・ルピーで、州政府が10,000パキスタン・ルピー分を負担し、残りはカラチ市が負担した。

## 概要
カラチ産の石灰岩およびジュンシャヒ産の赤色・灰色の砂岩を用いてベネチアゴシック様式に建築された。

## 歴史
イギリス領インド帝国時代は市庁舎として使用された。同時期には慈善家のセス・ディンショーからの寄贈品であるエドワード7世のものを含め多くの胸像を所蔵した。また、シンド州知事のチャールズ・プリチャード公やエヴァン・ジェームズ公の油彩画も所蔵した。
ホールに面するアメリカ総領事館へのテロ攻撃が発生以降2011年まで一般の立ち入りが禁止された。2011年春、同総領事館が移転以降は一般公開を再開した。

## 庭園
周辺には芝生が広がる。従来「クイーンズ・ローン」「キングズ・ローン」と呼ばれた2つの芝生エリアは、パキスタン独立後に、Bagh-e-Jinnah（ジンナー・ガーデン）と改名された。